# Сучава
Сучава (рум. Suceava, рус. Сучава, пољ. Suczawa) град је у Румунији. Налази се на североистоку земље, у историјској покрајини Буковина. Сучава је управно средиште истоименог округа Сучава.
Сучава се простире се на 52,1 km² и према подацима из 2007. године у граду је живело 106.397 становника.

## Географија
Град Сучава је један од најсевернијих градова румунске Молдавије, мада град по историјском виђењу припада покрајини Буковини, тј. њеном малом, јужном делу у данашњој Румунији.
Сучава се сместила у молдавском горју, у подножју Карпата, чије се главно било налази 20 km ка западу. Град се налази на малој реци Сучави, по којој је добио име, а 10 km од веће реке Сирет ка западу.

## Историја
Уступила је 1775. године Турска Аустрији стару молдавску провинцију Буковину, чија је престоница била Сучава. Њу је својевремено у 14. веку установио војвода Богдан из Марамуреша. У Сучави се на молдавском двору писало службено српским језиком у 16. веку. Сачувано је писмо од 18. јуна 1566. године, написано на српском језику, које је слао молдавски војвода Александар - кнезу и властели у Дубровнику. Писар је био извесни Драгомир Србин из Сучаве.
До 1790. године ту се налазила Православна руско-румунска богословија, чији је професор и управитељ од 1786. године био српски калуђер из бачког манастира Ковиља, Данил Влаховић, потоњи епископ буковински.

## Становништво
У односу на попис из 2002, број становника на попису из 2011. се смањио.
| 1966.  | 1977.  | 1992.   | 2002.   | 2011.  |
| ------ | ------ | ------- | ------- | ------ |
| 37.697 | 62.715 | 114.462 | 106.138 | 92.121 |

Матични Румуни чине већину градског становништва Сучаве, а од мањина присутни су једино Роми.

## Знаменитости
Град Сучава као некадашњи престони град молдавских принчева данас позната као средиште са многим старим и вредним православним црквама, па је самим тим и познато место ходочашћа. Најпознатија је Црква св. Ђорђа, данас под заштитом УНЕСКОа.

## Партнерски градови
- Гуејџоу
- Сосновјец
- Чернивци
- Финикс
- Лавал
- Хаифа

## Галерија
- Сучава - Градско језгро са бројним црквама
- Богородичина црква
- Градскам палата правде
- Манастир св. Јована